# Triumph the Insult Comic Dog

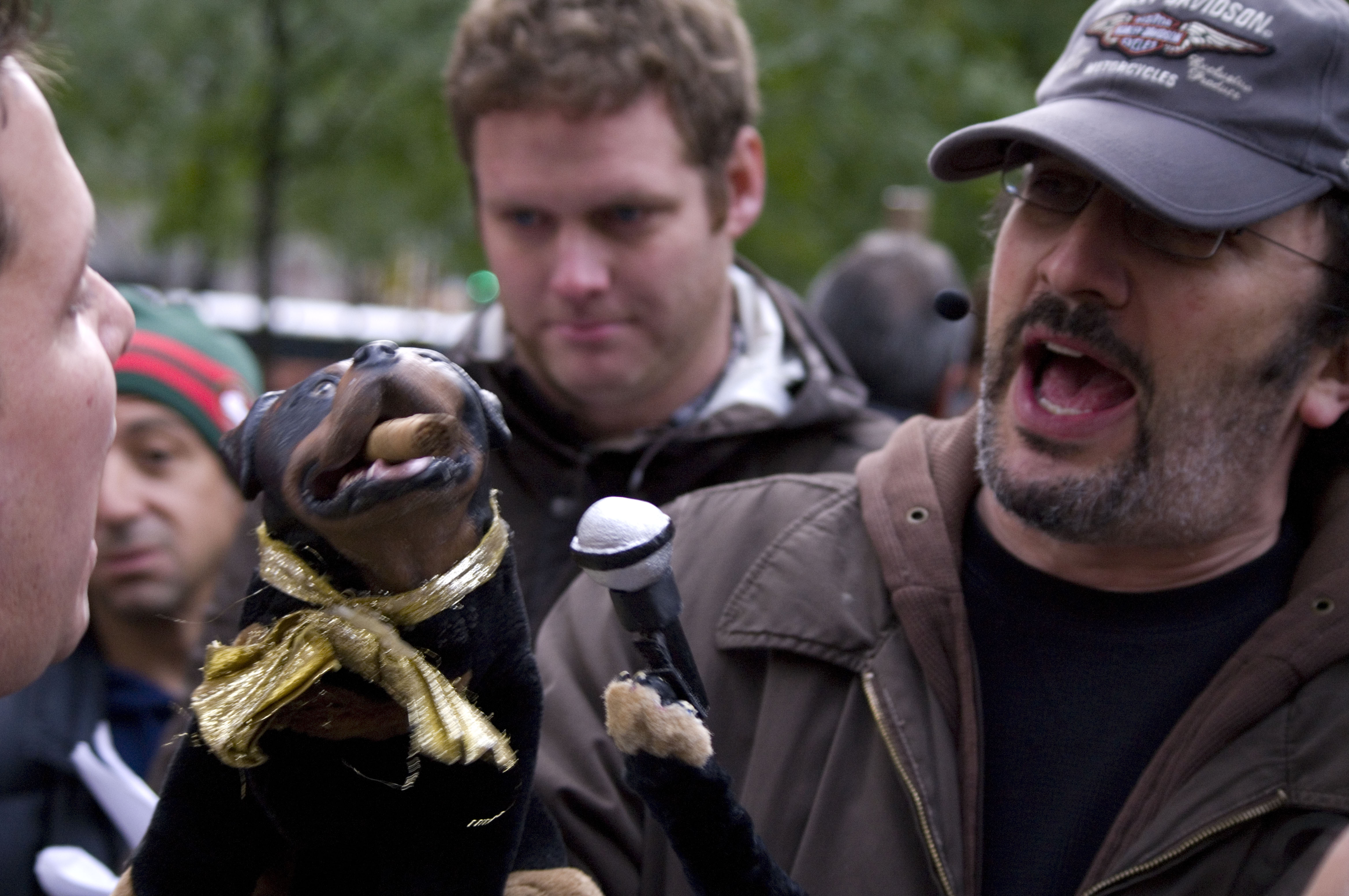
Triumph et Smigel lors du mouvement Occupy Wall Street en 2011.

Triumph the Insult Comic Dog est une marionnette de chien opérée et doublée par Robert Smigel, connue pour se moquer des célébrités en anglais avec un accent d'Europe de l'Est. Comme son nom l'indique, son moteur comique est de prendre à partie ses interlocuteurs ou le public.
Le chien Triumph est un chien courant de montagne du Monténégro qui a fréquemment un cigare à la bouche qui commence à tomber dès lors qu'il parle. Il est apparu pour la première fois en 1997 dans l'émission de NBC Late Night with Conan O'Brien et a aussi participé ponctuellement à The Tonight Show with Conan O'Brien, à TV Funhouse ou à Conan. Il a sur sa propre émission sur Adult Swim : The Jack and Triumph Show.
Smigel et Triumph ont été évacués par la sécurité lors de plusieurs événements : trois fois lors du Westminster Kennel Club, dans la file d'attente du casting d'American Idol à Honolulu et de la Convention nationale démocrate de 2004. Ils sont apparus lors de nombreux événements : l'avant-première du film Star Wars, épisode II : L'Attaque des clones, au long de l'Élection présidentielle américaine de 2004, aux MTV Video Music Awards, au procès de Michael Jackson, à la 61e cérémonie des Tony Awards ou encore lors de l'investiture de Donald Trump.